# Mike Gesicki
Michael Williams Gesicki (Manahawkin, Nueva Jersey, 3 de octubre de 1995) más conocido como Mike Gesicki, es un jugador profesional estadounidense de fútbol americano que se desempeña en la posición de tight end en Cincinnati Bengals, equipo de la National Football League (NFL).

## Carrera
Fue seleccionado en la segunda ronda en la Reunión Anual de Selección de Jugadores de la NFL de 2018. Hizo su debut profesional con el equipo Miami Dolphins, en el cual jugó cinco temporadas (2018-2023), luego pasó a New England Patriots, donde jugó una temporada, en 2024 se cambió a Cincinnati Bengals.